# 국도 제126호선 (일본)

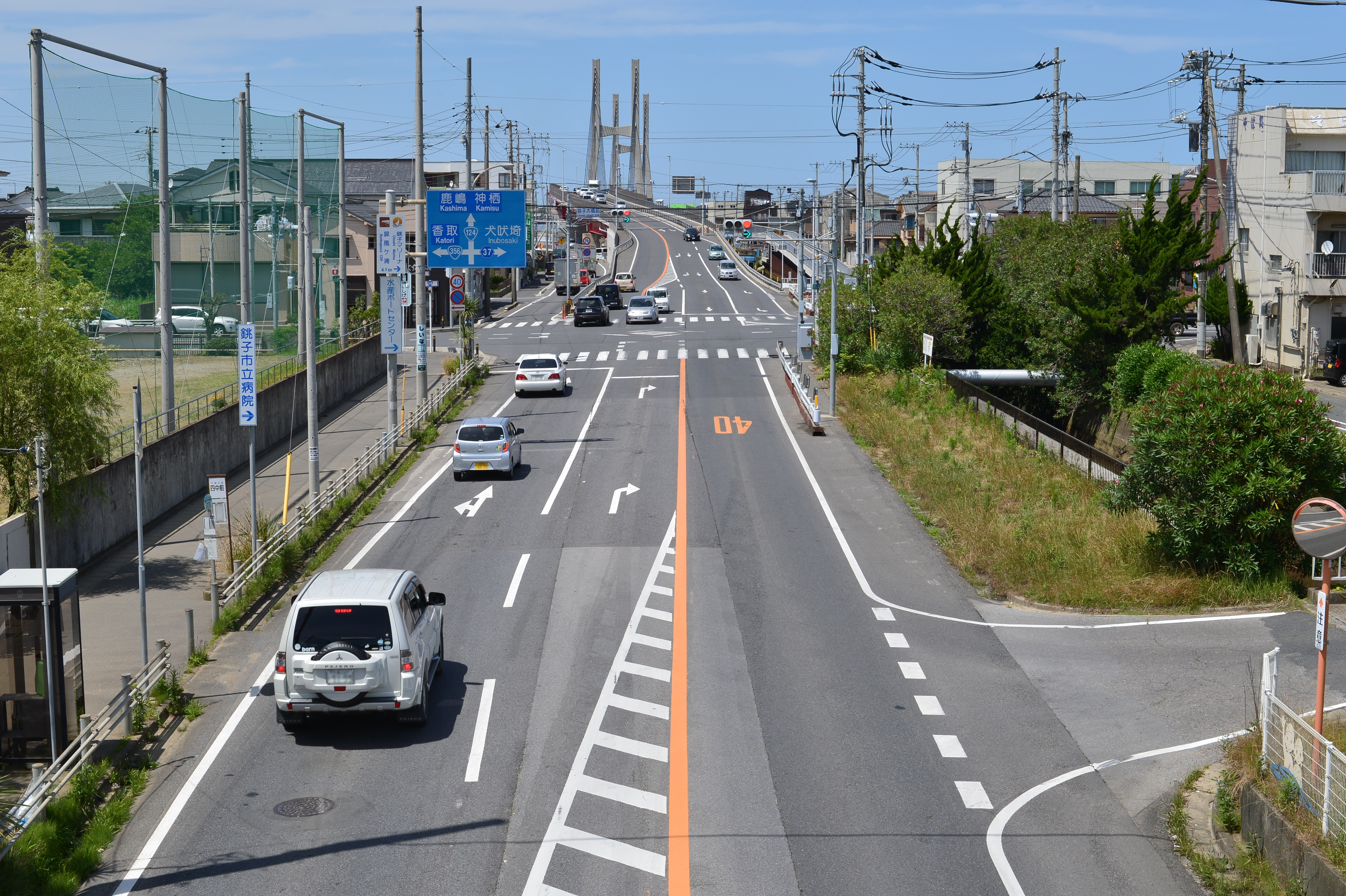
기점인 조시 대교 앞 교차로 일대
지바현 조시시 (2015년 6월)

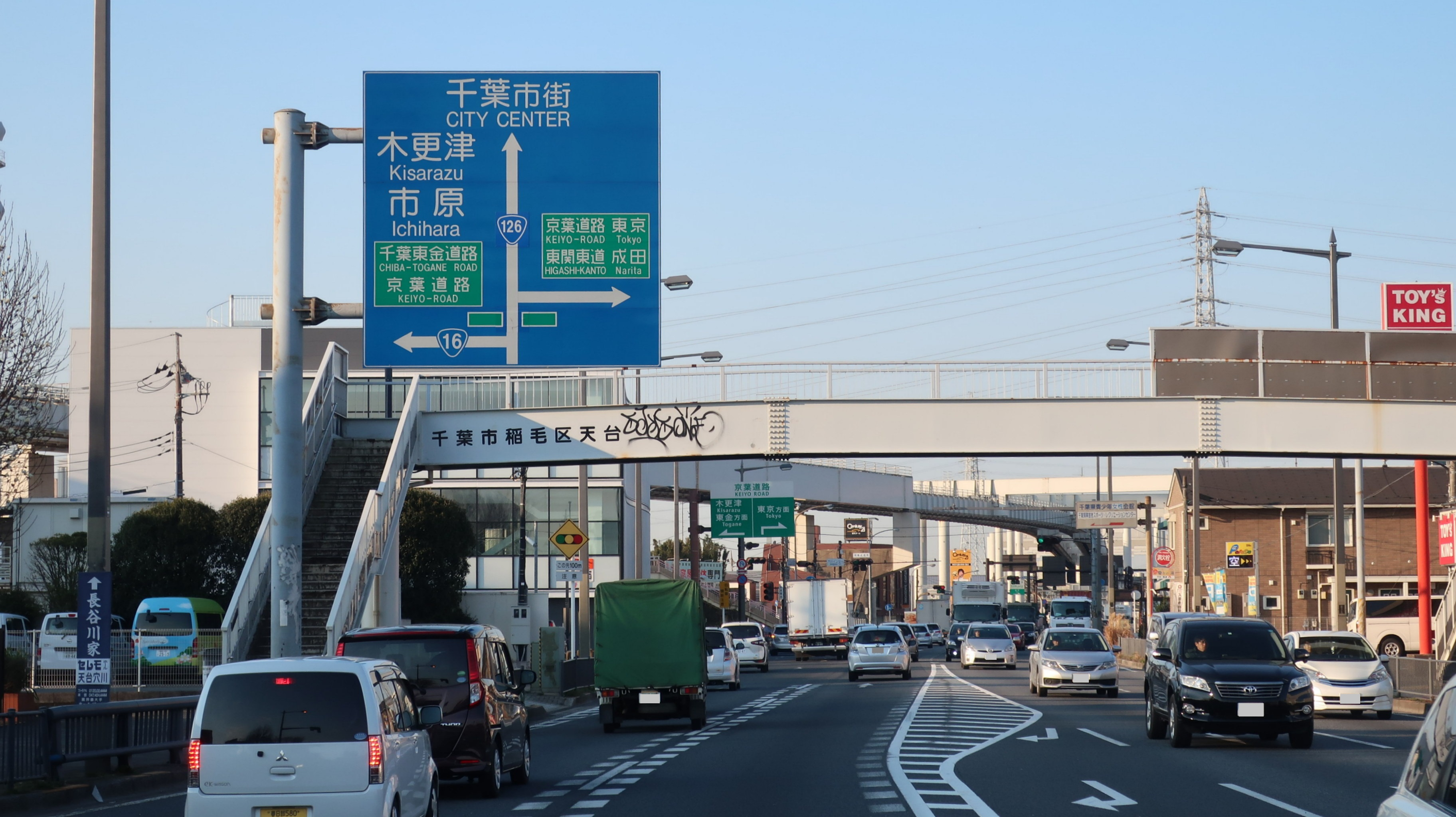
126번 국도의 종점
지바현 지바시 이나게구
아나가와 인터 교차로

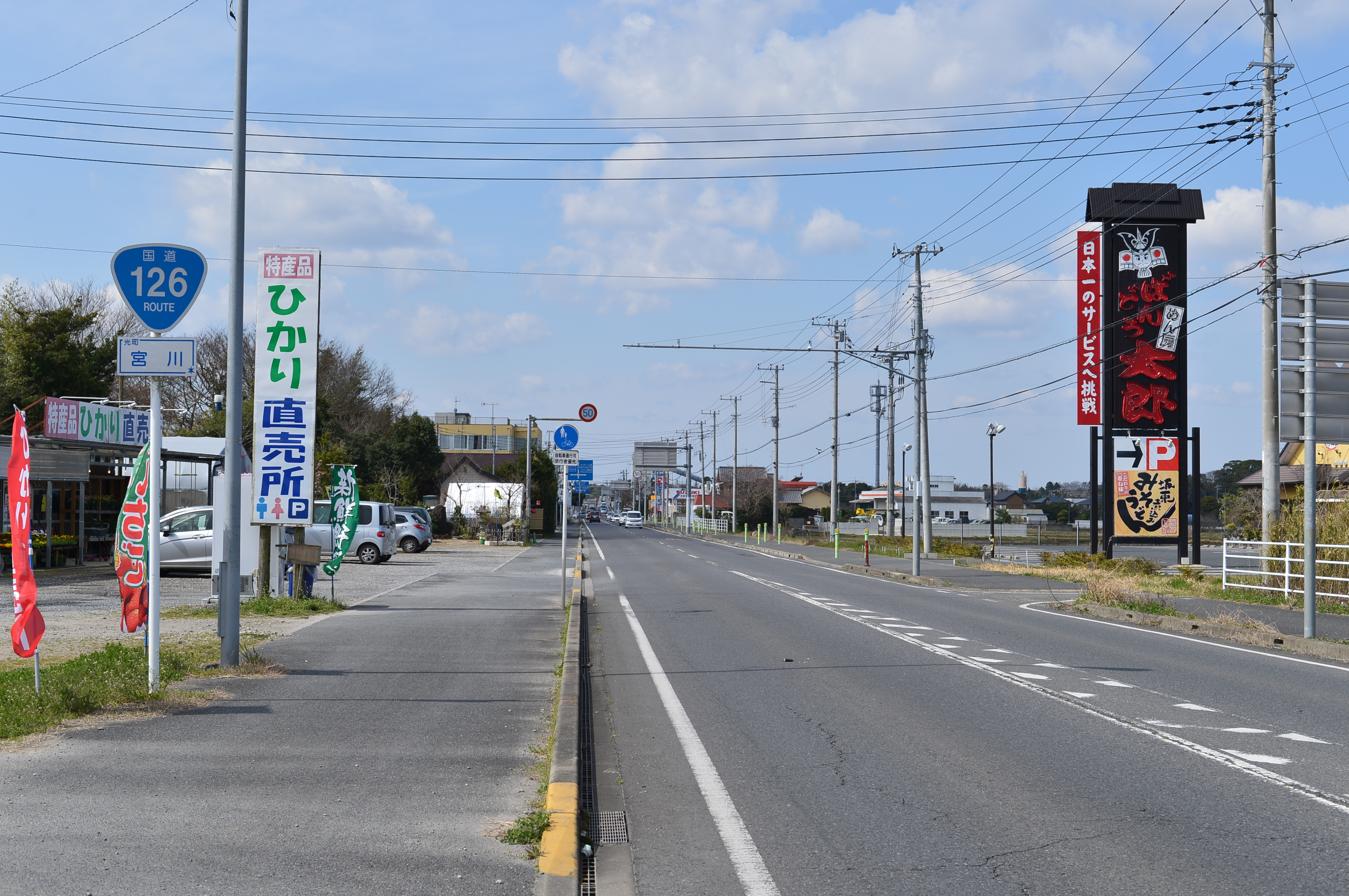
지바현 산부군 요코시바히카리정
(2015년 3월)

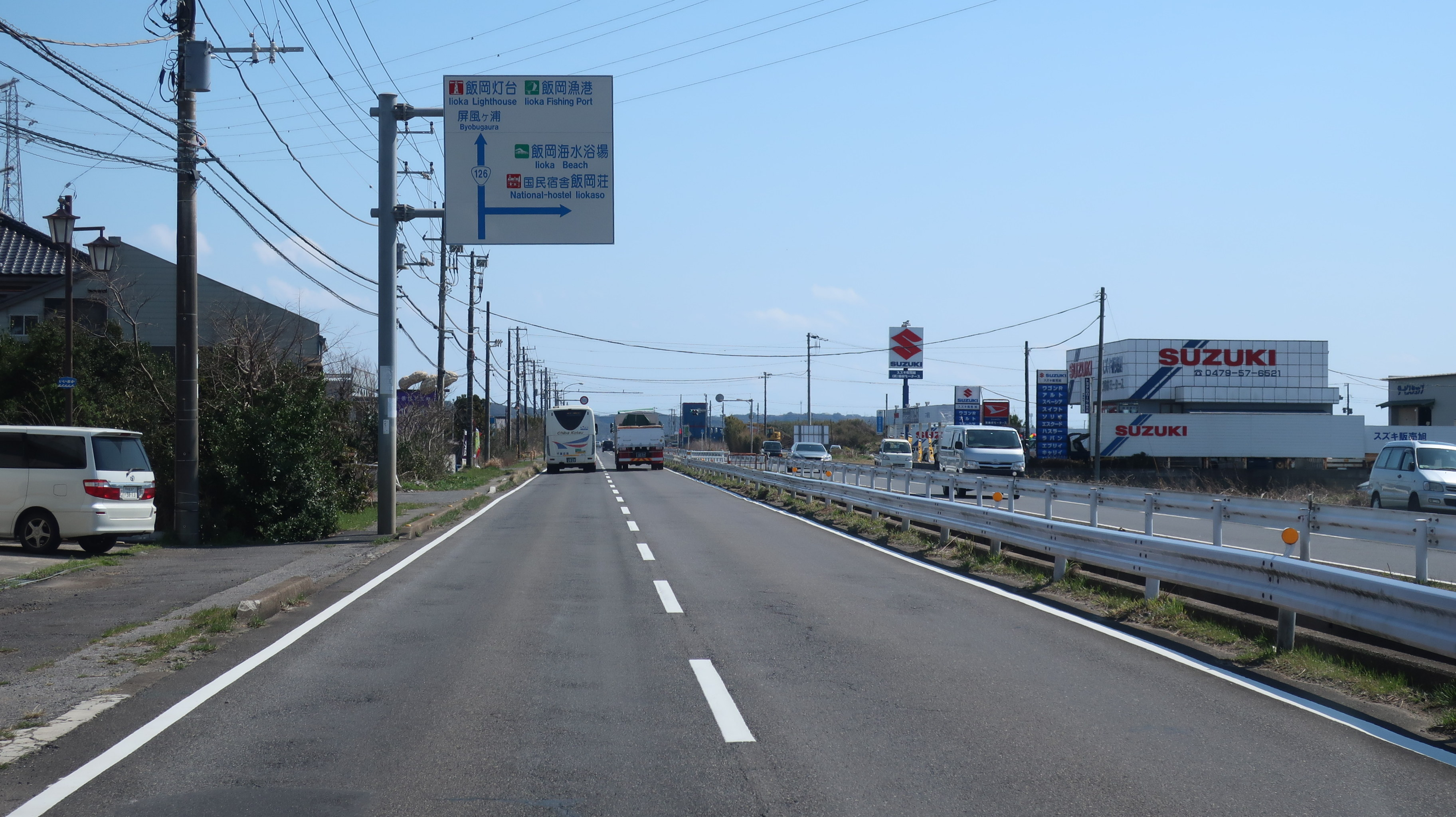
이오카 바이패스
지바현 아사히시 헤비소노

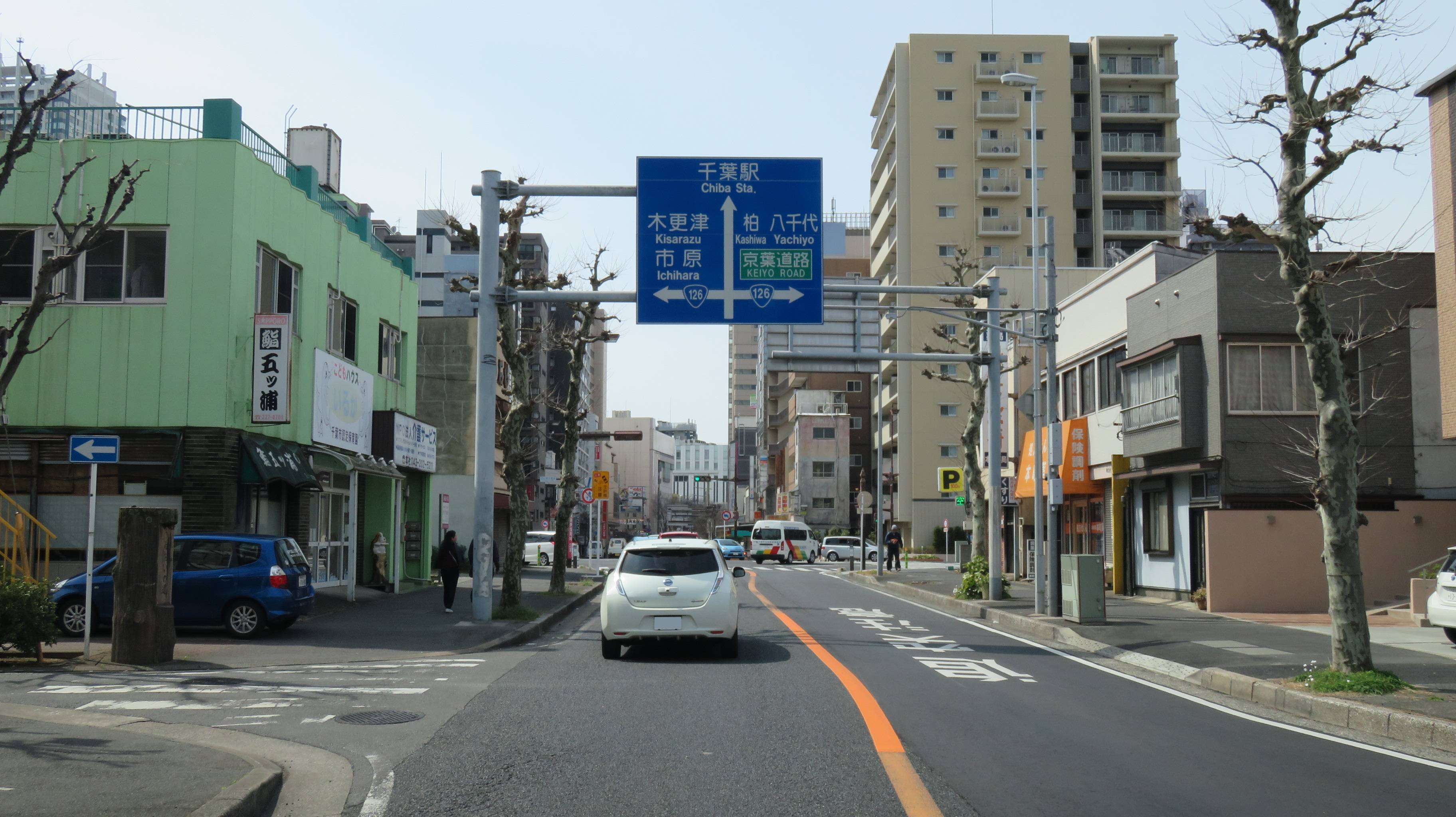
국도 제14호선과 국도 제51호선이 분기하고 있는 곳
지바시 주오구 혼초 히로코지 교차로

국도 제126호선(일본어: 国道126号)은 지바현 조시시에서 출발하여 도가네시를 거쳐 지바시 이나게구까지 이르는 총 연장 106.5 km에 이르는 일본의 일반 국도이다. 그러나 해당 도로는 전 구간에 걸쳐 지바현 전체를 다니고 있지만 중복 구간, 미공용 연장, 해상 구간, 구도, 신도 등이 모두 없는 매우 특이한 일반 국도이다.

## 노선 정보
일반 국도의 노선을 지정하고 있는 정령에 의거한 기종점 및 경유지는 다음과 같다.
- 기점 : 조시시 (조시 대교 앞 교차로 = 국도 제124호선과 국도 제356호선의 기점)
- 종점 : 지바시 (아나가와 인터 교차로 = 국도 제16호선, 게이요 도로와의 교점)
- 중요한 경과지 : 아사히시, 소사시, 요코시바히카리정, 도가네시, 야치마타시
- 총 연장 : 106.5 km
- 중용 연장 : 없음
- 미공용 연장 : 없음
- 실제 연장 : 106.5 km
  - 현도 : 106.5 km
  - 구도 : 없음
  - 신도 : 없음
- 지정 구간 : 산무시 마쓰모토마치 야쓰 130-3 ~ 도가네시 단노 40-6 (해당 구간은 마쓰오요코시바 IC ~ 도가네 IC 사이 구간으로, 지바토가네 도로(일본어판, 중국어판)의 2기 구간에 해당됨)

## 역사
- 1953년 5월 18일 : 2급 국도 제126호 조시 지바 선(조시시 ~ 지바시)으로 지정 시행
- 1965년 4월 1일 : 1, 2급의 구분이 없어지고 일반 국도 제126호선으로 전환

## 노선 개황

### 통칭
- 도가네 가도(일본어판)(※도가네시~지바시 사이의 구간에 한하여 지바현의 도로명에 대한 애칭)

### 바이패스
- 아이오카 바이패스 (아사히시)
- 도가네 바이패스 (산무시 - 도가네시)

## 지리

### 통과하는 지자체
- 지바현
  - 조시시 - 아사히시 - 소사시 - 산부군 요코시바히카리정 - 도가네시 - 야치마타시 - 지바시 (와카바구 - 주오구 - 이나게구)

### 통과하는 도로
유료도로, 고속도로
- 조시 연락도로(일본어판)
- 도가네구주쿠리 유료도로(일본어판)
- 지바토가네 도로(일본어판, 중국어판)
- 게이요 도로

국도
- 국도 제124호선
- 국도 제356호선
- 국도 제296호선
- 국도 제128호선
- 국도 제409호선
- 국도 제16호선
- 국도 제14호선
- 국도 제51호선

현도
- 지바현도 제30호선
- 지바현도 제211호선
- 지바현도 제210호선
- 지바현도 제71호선
- 지바현도 제266호선
- 지바현도 제28호선
- 지바현도 제35호선
- 지바현도 제56호선
- 지바현도 제105호선
- 지바현도 제114호선
- 지바현도 제104호선
- 지바현도 제16호선
- 지바현도 제212호선
- 지바현도 제48호선
- 지바현도 제45호선
- 지바현도 제49호선
- 지바현도 제109호선
- 지바현도 제22호선
- 지바현도 제78호선
- 지바현도 제79호선
- 지바현도 제58호선
- 지바현도 제62호선
- 지바현도 제111호선
- 지바현도 제112호선
- 지바현도 제76호선
- 지바현도 제118호선
- 지바현도 제111호선
- 지바현도 제213호선
- 지바현도 제124호선
- 지바현도 제25호선
- 지바현도 제75호선
- 지바현도 제301호선
- 지바현도 제83호선
- 지바현도 제66호선
- 지바현도 제53호선
- 지바현도 제22호선
- 지바현도 제40호선
- 지바현도 제72호선
- 지바현도 제133호선